# Ławeczka Bronisławy Śmidowiczówny we Wrześni
Ławeczka Bronisławy Śmidowiczówny – pomnik będący pamiątką Strajku Dzieci Wrzesińskich z 1901, którego współorganizatorką była Bronisława Śmidowiczówna. Ławeczka szkolna wykonana została z brązu. Jest naturalnej wielkości i opiera się na wzorze ławki szkolnej z sali muzealnej. Postać dziewczynki jest odwzorowana na podstawie zdjęcia F. Furmanka. Siedząca w ławce Bronisława Śmidowiczówna przytula do piersi katechizm w języku polskim, a drugą ręką odpycha od siebie katechizm w języku niemieckim. Budowę pomnika zainicjował radny Szymon Paciorkowski. Pomysł spotkał się z pozytywną opinią burmistrza Wrześni Tomasza Kałużnego. Ławeczkę zaprojektował poznański artysta Jerzy Sobociński, a wykonał jego syn Robert Sobociński.

## Historia Bronisławy Śmidowiczówny
Uczennica Bronisława Śmidowiczówna, oddając nauczycielowi niemiecki katechizm, trzymała go przez fartuszek, aby "nie splamić sobie rąk". Dzieci, korzystając z rad rodziców, zastosowały bierny opór, odmawiając odpowiedzi w języku niemieckim na lekcjach religii, z tego powodu spadły na nie represje i kary cielesne. Opornych uczniów karano aresztem, trwającym niekiedy kilka godzin, zastosowano najrozmaitsze kary i przemoc fizyczną trzykrotnie karę chłosty w dniach 2, 13 i 20 maja 1901. Najdotkliwiej pobito Stanisława Jerszyńskiego i Bronisławę Śmidowiczównę. Działania takie wynikały z faktu, że niemieccy nauczyciele nie potrafili w inny sposób opanować zaistniałej sytuacji.

## Lokalizacja pomnika
Początkowo ławeczka miała stanąć na wrzesińskim rynku, jednak ostatecznie zlokalizowano ją na skwerze przy ul. Jana Pawła II, przylegającym do budynku dawnej Katolickiej Szkoły Ludowej, w którym obecnie swoją siedzibę ma Muzeum Regionalne im. Dzieci Wrzesińskich.

## Odsłonięcie pomnika
Odsłonięcie ławeczki odbyło się 18 maja 2008. Równolegle, w nieodległym Muzeum Regionalnym, odbyła się impreza pod hasłem "W pruskiej szkole", zorganizowana w ramach Europejskiej Nocy Muzeów.

## Inne pomniki we Wrześni upamiętniające strajk dzieci wrzesińskich
- Pomnik Dzieci Wrzesińskich
- Pomnik Marii Konopnickiej
- Pomnik Jana Pawła II